# Avicans
Avicans (avikam), brignãs (brignan), bandas (gbanda) e laus (lahou) são um dos grupos étnicos do grupo da laguna da Costa do Marfim e pertencem aos acãs. Se concentram na subprefeitura de Grande Lau e, como outros povos da costa sudeste e lagunas, praticam cultivo de culturas de rendimento e produzem óleo de palma. Alguns deles ainda pescam como forma de subsistência.